# آن دران
آن دران (انگلیسی: Ann Doran؛ ۲۸ ژوئیهٔ ۱۹۱۱ – ۱۹ سپتامبر ۲۰۰۰) هنرپیشه اهل ایالات متحده آمریکا بود. از فیلم‌هایی که وی در آن نقش داشته است، می‌توان به سرناد پنی، شورش بی‌دلیل، تازه‌به‌دوران‌رسیده‌ها، نمی‌توانی این را با خودت ببری و رابین هود اشاره کرد.